# Nuova Amsterdam
La Nuova Amsterdam (in olandese Nieuw Amsterdam, pronunciato /niu.ɑmstərˈdɑm/, nota anche con la denominazione inglese New Amsterdam) era un villaggio fortificato del XVII secolo, parte della colonia olandese dei Nuovi Paesi Bassi, villaggio che sarebbe poi diventato la città di New York.
Fondata nel 1625 dalla Compagnia Olandese delle Indie Occidentali (in olandese Geoctroyeerde West-Indische Compagnie), la cittadella era situata in un punto strategico, sulla punta meridionale dell'isola di Manhattan, e fu creata con l'intento di permettere alle compagnie che gestivano il commercio di pellicce nella valle del fiume Hudson di difendere l'accesso fluviale.
Nieuw Amsterdam si sviluppò nel più esteso insediamento coloniale della provincia della Nieuw Nederland, territorio oggi compreso nella cosiddetta Tristate area che include l'area metropolitana formata dalla città di New York, la parte meridionale del Connecticut e la parte orientale del New Jersey, e rimase un possesso olandese fino al 1664, quando cadde nelle mani degli inglesi. Gli olandesi lo riconquistarono nell'agosto del 1673, rinominando la città Nieuw Orange, ma nel novembre del 1674 con i Nuovi Paesi Bassi venne ceduta permanentemente agli inglesi .

## Storia

### Primi insediamenti (1609-1625)

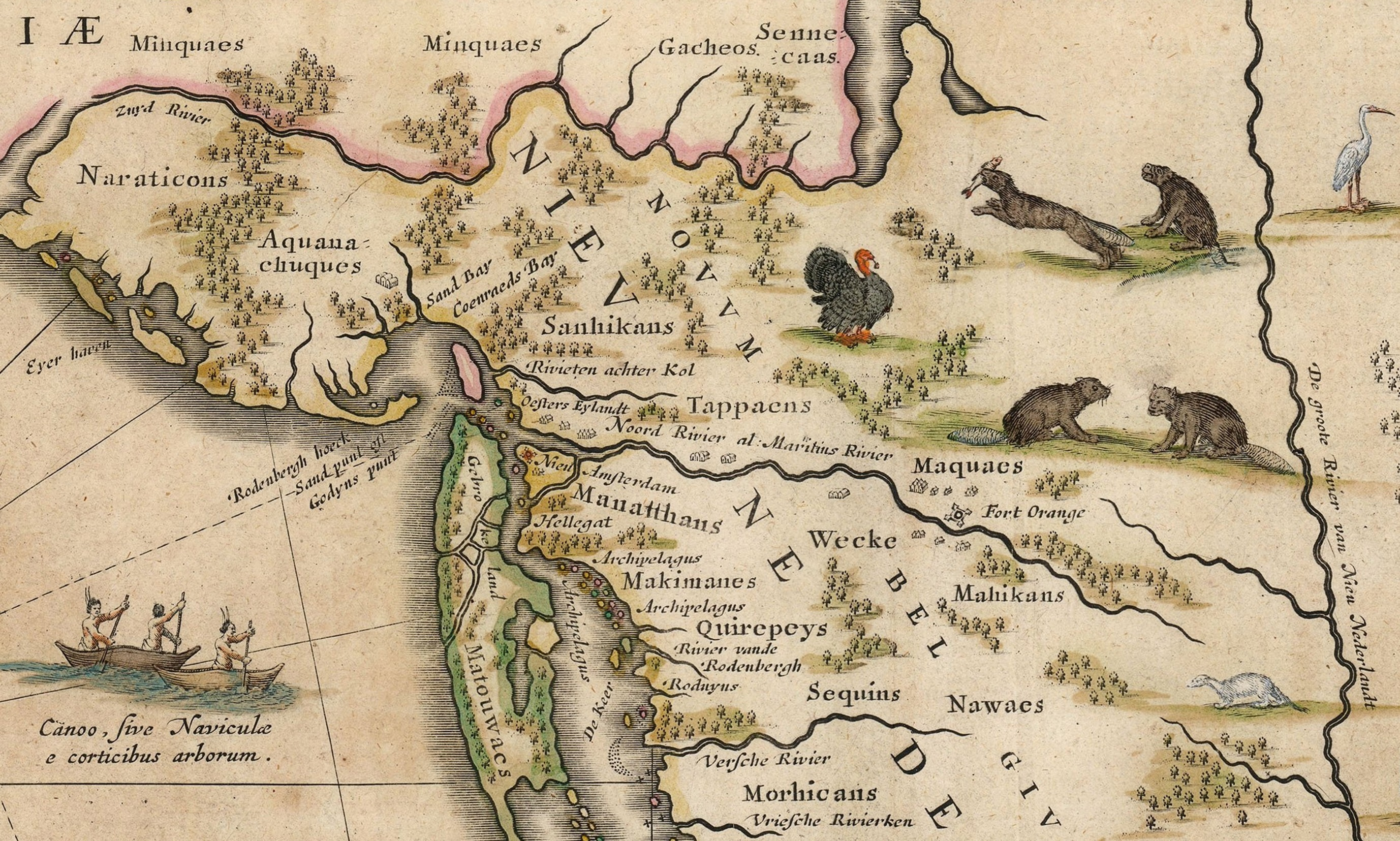
La mappa del fiume Hudson nel 1634

Alcune fonti attendibili fanno risalire al 1609 la prima esplorazione della Baia di New York da parte degli olandesi, i quali raggiunsero il continente americano a bordo della nave Halve Maen', in inglese moderno, Half Moon, in italiano "Mezzaluna", capitanata da Henry Hudson, al servizio della Repubblica delle Sette Province Unite come emissario e navigatore dello stadolder Maurizio di Nassau Principe d'Orange. Hudson esplorò l'area dell'attuale New York alla ricerca del Passaggio a nord-ovest per la Compagnia Olandese delle Indie Orientali. Di ritorno in Europa, riportò importanti notizie riguardo allo sfruttamento delle pelli di castoro, importanti per gli olandesi, che negli anni seguenti inviarono spedizioni commerciali nella zona.
A quell'epoca la pelle dei castori era una merce molto pregiata e diffusa sui mercati europei, poiché si vendeva a caro prezzo per il confezionamento di cappelli impermeabili. Un sottoprodotto del commercio di pelli di castoro era il castoreum, la secrezione delle ghiandole anali di tali animali, particolarmente apprezzata per le sue proprietà medicinali. Le spedizioni di Adriaen Block e Hendrick Christiansz tra il 1611 e il 1614 portarono come risultato la rilevazione e la successiva creazione di carte e mappe della regione dal 38° al 45º parallelo.
La mappa in loro possesso, risalente al 1614, concesse loro una licenza di monopolio commerciale di quattro anni come stabilito dagli Stati Generali. Gli esploratori denominarono tale territorio appena scoperto e mappato come Nieuw Nederland. Questa carta testimonia anche il primo commercio nei Nuovi Paesi Bassi e il suo nucleo primario, Fort Nassau, successivamente ribattezzato Fort Orange, sviluppandosi ed espandendosi infine per costituire la cittadina di Beverwyck, oggi Albany.
Il territorio dei Nuovi Paesi Bassi, che includeva le principali tratte commerciali dell'area nord-orientale per quanto riguardava il commercio delle pelli di castori, era originariamente un'impresa privata a fini di lucro che si concentrava sul cementare delle alleanze con le varie popolazioni locali, le numerose tribù degli Indiani d'America. Questi patti servirono da preludio a quello che gli olandesi avevano già in mente di realizzare: una mappatura completa del territorio seguita da un insediamento ufficiale, il quale risale effettivamente al 1624.

#### I pellegrini tentano di stabilirsi presso l'Hudson

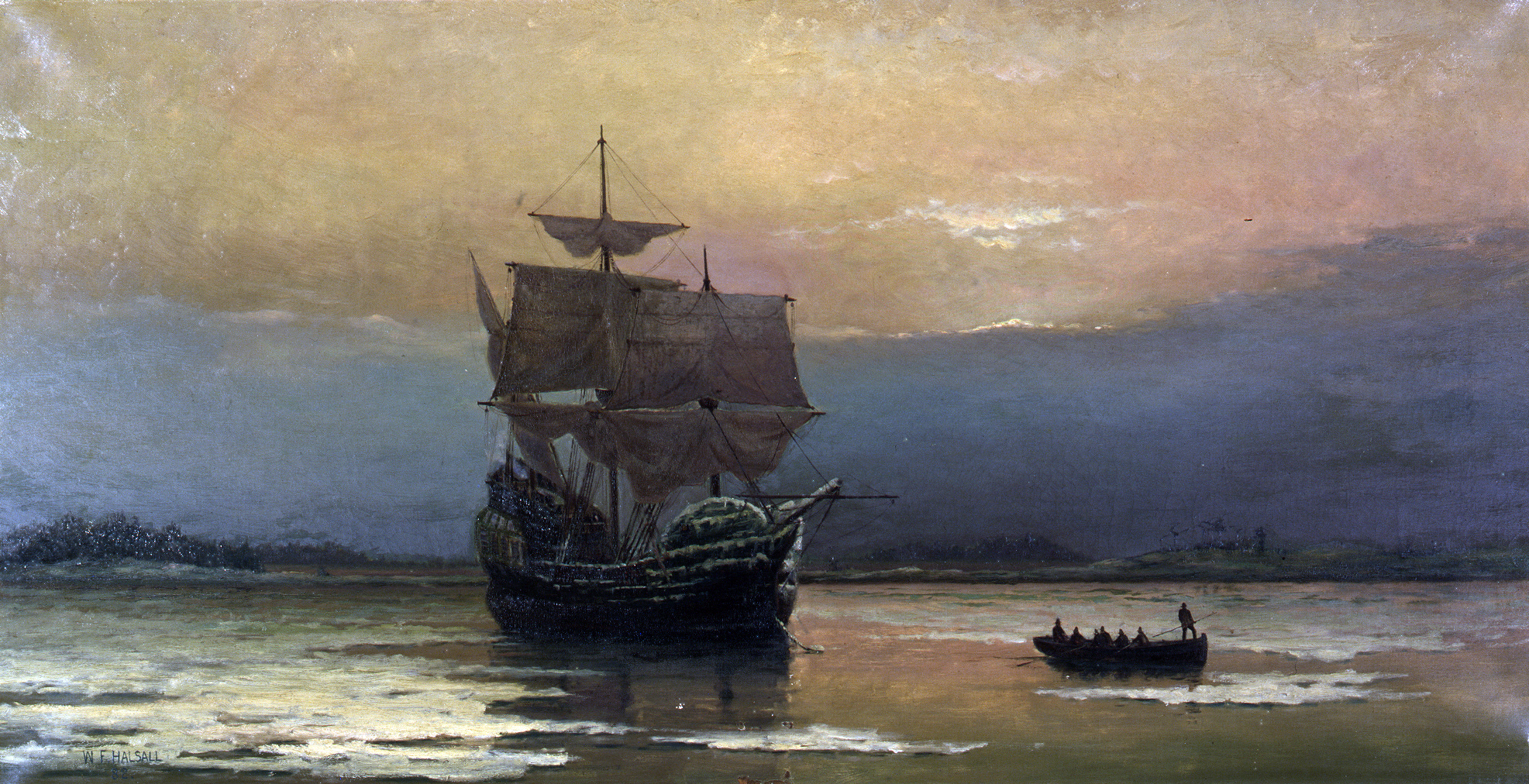
Il Mayflower raggiunge le coste americane

Nel 1620 i Padri pellegrini fuggiti dall'Inghilterra tentarono di risalire le correnti del fiume Hudson. Ad ogni modo, il Mayflower riuscì soltanto a raggiungere, il 9 novembre del 1620 Capo Cod, oggi entro i confini del Massachusetts, dopo aver navigato in mare aperto per oltre due mesi (circa 64 giorni). Per una serie di motivi diversi, il Mayflower non fu in grado di proseguire la sua rotta verso i territori già esplorati, così scelse di stabilirsi nei pressi di Cape Cod, non molto lontano da dove sorge l'attuale centro cittadino.

#### Il ritorno degli olandesi
La foce del fiume Hudson venne scelta come luogo ideale per un iniziale insediamento, poiché tale regione, non solo aveva facile accesso al mare ma anche garantiva una via libera dai ghiacci, all'incirca corrispondente al territorio su cui oggi sorge Albany. Fondata nel 1614, nella città i cacciatori degli Indiani americani venivano riforniti di pelli di castoro in cambio di beni commerciali importati dal mercato europeo e collane di conchiglie (Wampum), ben presto divenuti prerogativa degli olandesi stabilitisi a Long Island. Nel 1621 fu fondata la Compagnia Olandese delle Indie Occidentali. Tra il 1621 e il 1623 furono emanate delle ordinanze per imporre ai commercianti privati di lasciare il territorio, aprendolo così alla colonizzazione da parte delle Province Unite e da altri commercianti. In precedenza, nel corso del periodo commerciale di privati, solo la "Legge della nave" era stata applicata.
Nel 1624 il primo gruppo di famiglie sbarcò a Noten Eylant (ora Governors Island) per prendere possesso del territorio dei Nuovi Paesi Bassi e di operare vari trading posts. Erano sparsi per Verhulsten Island (Burlington Island) nel Fiume del Sud (oggi il fiume Delaware), a Kievitshoek (ora Old Saybrook, Connecticut), alla foce del Fiume Verse (oggi il fiume Connecticut) e più a nord sulle rive del fiume Hudson, attorno a ciò che ora è Albany. Nel primo insediamento di Noten Eylant nel 1624 furono costruiti un forte ed una segheria, quest'ultima realizzata da Franchoys Fezard.

### Fort Amsterdam (1625)
La minaccia di attacco di altre potenze coloniali europee indusse gli amministratori della Compagnia Olandese delle Indie Occidentali a formulare un piano per proteggere l'ingresso del fiume Hudson. Nel 1625, molti coloni furono trasferiti da Noten Eylant all'isola di Manhattan, dove venne progettata da Cryn Frederickz e da van Lobbrecht sotto la direzione di Willem Verhulst, una cittadella per contenere Fort Amsterdam. Entro la fine del 1625, il sito era stato puntato direttamente a sud di Bowling Green, nel sito dell'attuale Alexander Hamilton U.S. Custom House. La guerra tra la tribù dei Mohawk e quella dei Mohicani portò la compagnia a trasferire i coloni addirittura più vicini a Fort Amsterdam. Alla fine, l'impresa di colonizzare si rivelò piuttosto proibitiva, soltanto in parte sovvenzionata dal commercio di pellicce di castoro. Questo fatto indusse i coloni a ritornare sui loro passi, e, nel 1628, fu costruito un secondo forte, più piccolo, e con pareti contenenti una miscela di argilla e sabbia.

### 1625-1674

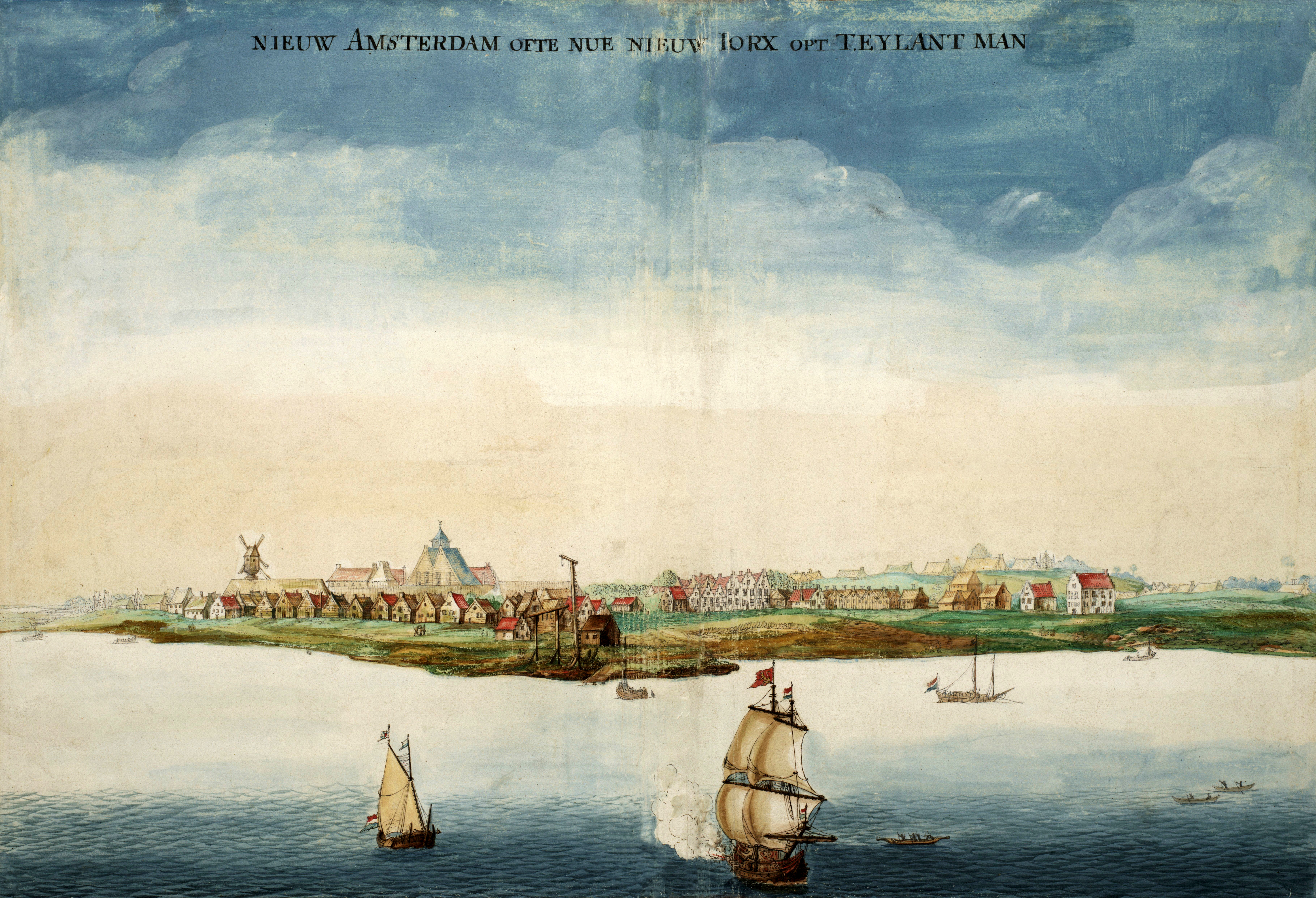
Nuova Amsterdam nel 1664.

Willem Verhulst che, insieme al suo Consiglio, era stato il responsabile della scelta di Manhattan come luogo permanente di insediamento per collocare il nuovo Fort Amsterdam, fu sostituito nel 1626 da Peter Minuit, nuovo direttore generale della compagnia a Nuova Amsterdam.
Al fine di salvaguardare legalmente gli investimenti, i beni e le fattorie sull'isola di Manhattan appartenenti ai coloni, Minuit negoziò l'acquisto di Manhattan con la tribù dei Manahatta di Lenape per 60 fiorini di valore di beni commerciali. Questa azione non è riportata in nessun testo o citata da alcuna fonte attendibile, per cui i dettagli specifici della trattativa non sono ancora ben chiari.
Ad ogni modo, secondo un certo riferimento testuale, sulla base di una leggenda divenne ben presto diffusa la credenza che Minuit avesse acquistato Manhattan semplicemente concedendo ai nativi americani ninnoli e perline per un valore stimato di 20-30 dollari. A confutare questa informazione ci pensano i dati economici relativi alle Province Unite intorno al 1626, quando i circa 60 fiorini di Minuit corrisponderebbero a oltre mille dollari col valore del 2012. A complicare ulteriormente il calcolo è il fatto che il valore delle merci nella zona sarebbe stato diverso rispetto al valore della merce stessa immessa sul mercato delle Province Unite.
L'insediamento Nuova Amsterdam aveva una popolazione di circa 270 persone, inclusi i bambini. Nel 1642, il nuovo direttore generale Willem Kieft decise di costruire una chiesa in pietra all'interno della fortezza. Il lavoro fu svolto da immigrati inglesi, i fratelli John e Richard Ogden, sbarcati di recente nelle colonie del Nord America. La chiesa fu terminata soltanto nel 1645 e, tuttavia, restò in piedi soltanto fino a prima che scoppiasse il cosiddetto Grande Complotto Nero del 1741.
Una bozza realizzata con inchiostro e pennino, disegnata sul posto e riscoperta all'interno della collezione di mappe della Biblioteca Nazionale Austriaca di Vienna nel 1991, offre una vista unica di Nieuw Amsterdam come si presentava da Capske Rock nel 1648. Capske Rock si trovava in acqua vicino a Manhattan e non molto lontano da Noten Eylant.
Nuova Amsterdam ricevette i diritti comunali in data 2 febbraio 1653, divenendo così una città. La stessa Albany, che allora si chiamava Beverwick, ricevette tali diritti due anni prima e fu riconosciuta come città nel 1652.
Il 22 agosto del 1654, i primi ebrei aschenaziti partirono da Amsterdam e raggiunsero le colonie americane utilizzando dei passaporti della Compagnia delle Indie Occidentali. Nello stesso anno, a settembre, un gruppo di ebrei sefarditi, sprovvisto di passaporto, trovò rifugio presso Nuova Amsterdam, dopo essere stati messi in fuga dalla riconquista da parte dei portoghesi dei territori brasiliani posseduti in precedenza e che erano finiti nelle mani delle Province Unite.
La base legale-culturale della tolleranza vista come fondamento per la pluralità di Nuova Amsterdam, fu soppiantata rapidamente da questioni di intolleranza personale oppure di fanatismo individuale e, di conseguenza, nonostante alcune obiezioni da parte di privati, tra cui la mozione di Peter Stuyvesant, i sefarditi riuscirono ad ottenere la residenza permanente sulla base della "ragione" e dell'equità, un permesso firmato nel 1655. Nieuw Haarlem, oggi semplicemente Harlem, fu formalmente riconosciuta nel 1658.

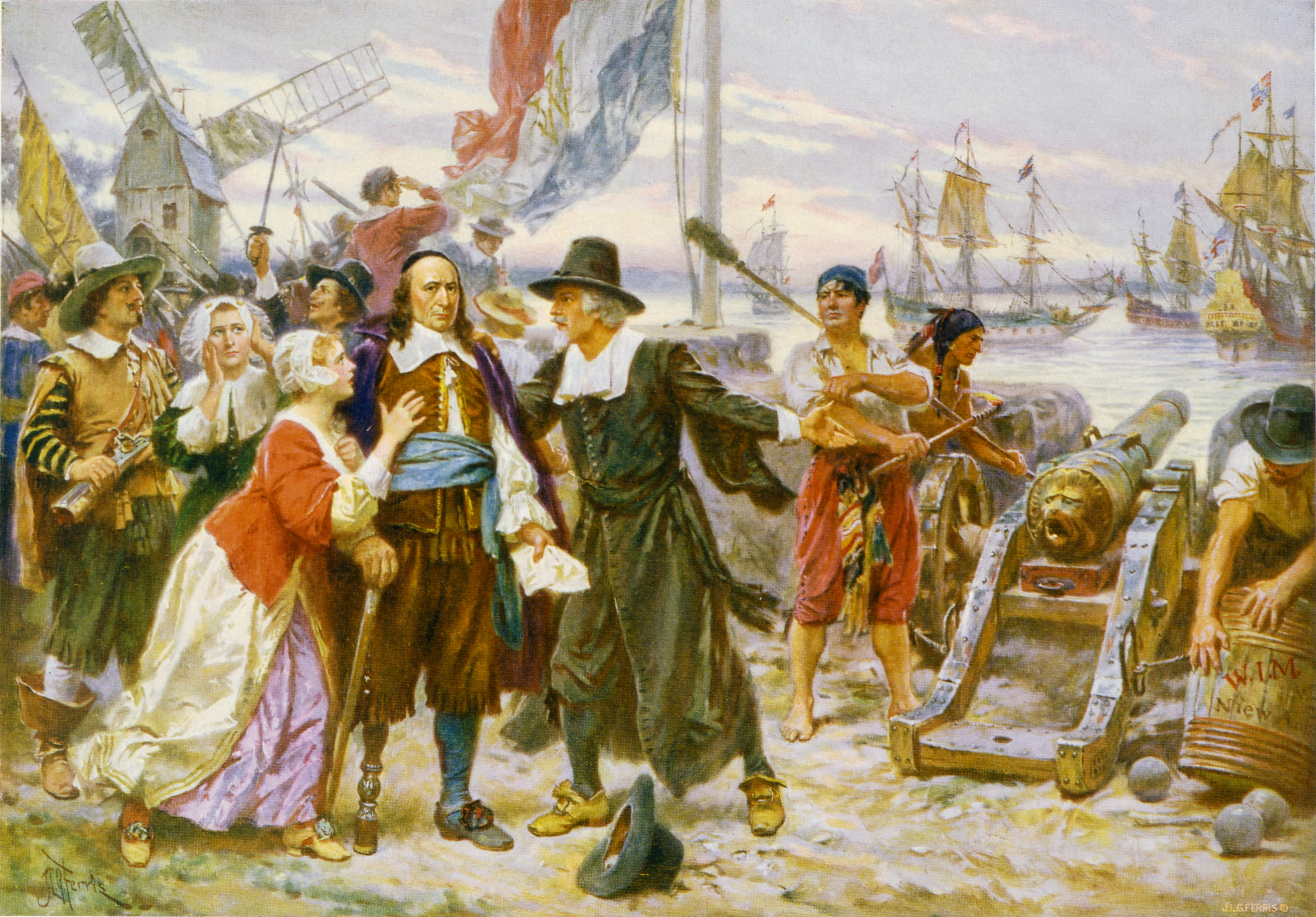
La caduta di Nuova Amsterdam di Jean Leon Gerome Ferris

Il 27 agosto del 1664, mentre l'Inghilterra e la Repubblica delle Sette Province Unite erano in pace, quattro fregate inglesi entrarono nel porto di New Amsterdam e pretesero la resa dei Nuovi Paesi Bassi, i quali erano stati provvisoriamente ceduti dal direttore generale Peter Stuyvesant. Questo avvenimento portò alla Seconda guerra anglo-olandese. Nel mese di giugno 1665, Nuova Amsterdam, a seguito della vittoria inglese, fu ricostituita secondo un decreto britannico sotto il nome di New York, nome che deriva dal Duca di York (il futuro re Giacomo II), fratello del re inglese Carlo II, a cui erano state concesse le terre.
Nel 1667 il Trattato di Breda pose fine al conflitto. Gli olandesi non fecero più pressione sui loro diritti nei Nuovi Paesi Bassi. In cambio, però, furono loro concessi la piccola isola di Run, nel Maluku Settentrionale, ricca di noce moscata, e una garanzia per il loro effettivo possesso del Suriname.
Nel mese di luglio 1673, durante la Terza guerra anglo-olandese, gli olandesi occuparono New York e la ribattezzarono New Orange. Anthony Colve fu nominato come primo Governatore. In precedenza, al comando, vi era stata unicamente la Compagnia Olandese delle Indie Occidentali. Dopo la firma del Trattato di Westminster, nel novembre 1674, la città fu ceduta agli inglesi e il nome tornò "New York", mentre il Suriname divenne di fatto un possedimento ufficiale olandese.

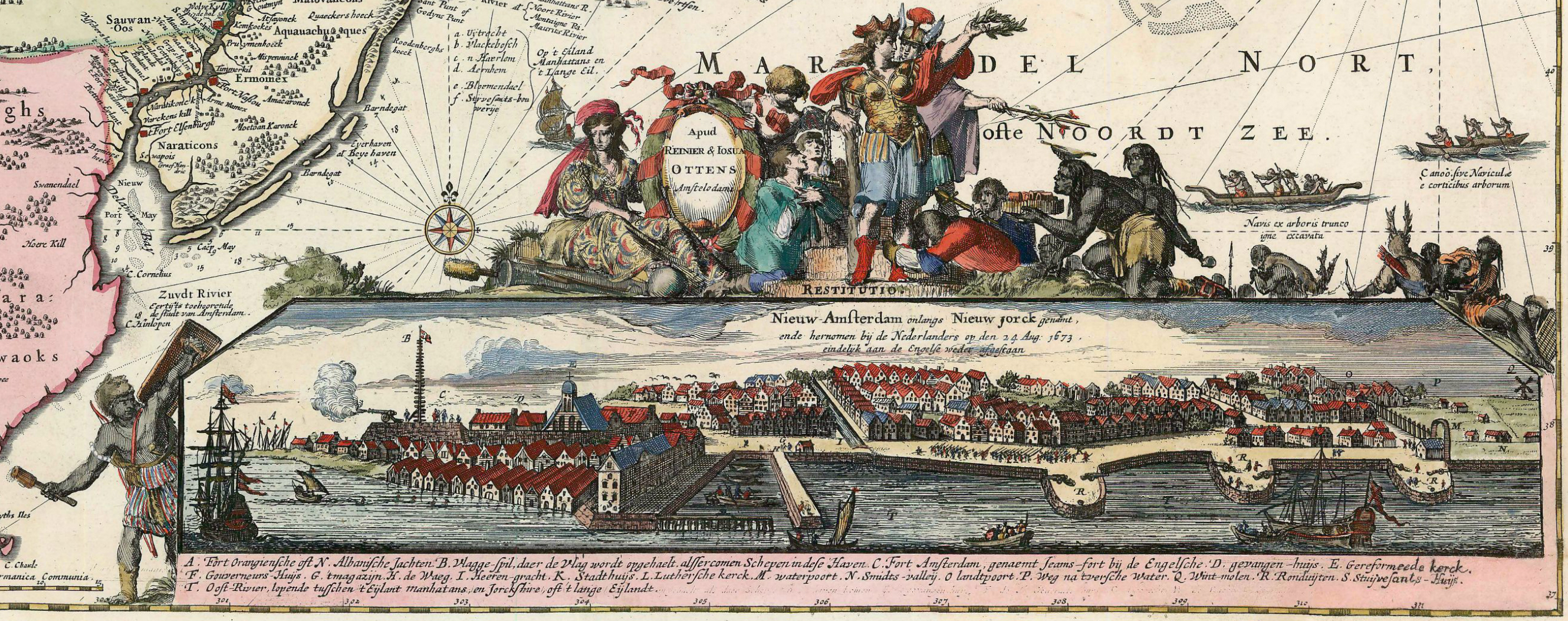
New Orange nel 1673

## Ricorrenze
Oggi l'anno 1625 segna la fondazione della città ed è commemorato come «Fondazione ufficiale della città di New York» (Official Seal of the City of New York). Precedentemente, era commemorato il 1664, l'anno dell'incorporazione inglese.
Anche il 1609 rappresenta una data importante, perché - dopo l'esplorazione di Giovanni da Verrazzano nel 1524 - fu in quell'anno che una spedizione della Compagnia Olandese delle Indie Orientali scoprì, esplorò e cartografò la baia ed il fiume che da allora porta il nome del capitano della spedizione, Henry Hudson, di origine inglese. Per questo motivo nel 2009 ricorse il quattrocentenario del legame tra Amsterdam e New Amsterdam, celebrato nel quadro complessivo del progetto intitolato NY400. L'eredità olandese sulla civiltà statunitense sembra coinvolgere molti aspetti della vita quotidiana e della cultura, in particolar luogo a proposito della tolleranza religiosa. Numerosi discendenti dei coloni olandesi hanno avuto un peso fondamentale sulla storia statunitense, a partire dalla famiglia Roosevelt.